# Acrapex spoliata
Acrapex spoliata is een vlinder van de familie van de uilen (Noctuidae). De wetenschappelijke naam van deze soort is voor het eerst voorgesteld als Nephopteryx spoliata door Francis Walker in een publicatie uit 1863.
De soort komt voor in Sierra Leone.